# كيفن بيرس (متزلج على الثلوج)
كيفن بيرس (بالإنجليزية: Kevin Pearce)‏ هو متزلج على الثلوج أمريكي، ولد في 1 نوفمبر 1987 في هانوفر في الولايات المتحدة.

## وصلات خارجية
- كيفن بيرس على موقع الاتحاد الدولي للتزلج (ركوب لوح الثلج) (الإنجليزية)